# Gomorra
Gomorra – włoski dramat kryminalny z 2008 roku w reżyserii Matteo Garrone. Ekranizacja bestsellerowej książki non-fiction pod tym samym tytułem autorstwa Roberta Saviano z 2006 roku.

## Fabuła
Akcja filmu rozgrywa się latem 2004 roku w regionie Kampania na południu Włoch. Jego fabułę stanowi natomiast pięć wątków – historie pięciu bohaterów, z których dwie (Totò i Don Ciro) są ze sobą ściśle powiązane, natomiast trzy pozostałe są od siebie niezależne. Życie sporej części ubogich mieszkańców prowincji Neapol oraz Caserta jest zdominowane przez władzę, pieniądze, przemoc i śmierć, lecz przede wszystkim przez organizację łączącą te sobie te przymioty, czyli Camorrę.

## Obsada
- Toni Servillo jako Franco
- Gianfelice Imparato jako Don Ciro
- Maria Nazionale jako Maria
- Salvatore Cantalupo jako Pasquale
- Gigio Morra jako Iavarone
- Salvatore Abruzzese jako Totò
- Marco Macor jako Marco
- Ciro Petrone jako Ciro (zwany „Pisellino”)
- Carmine Paternoster jako Roberto
- Giovanni Venosa jako Don Giovanni
- Vittorio Russo jako Zio („Wujek”) Vittorio
- Bernardino Terracciano jako Zio („Wujek”) Bernardino
- Simone Sacchettino jako Simone
- Salvatore Ruocco jako Boxer
- Vincenzo Fabricino jako Pitbull
- Vincenzo Altamura jako Gaetano
- Italo Renda jako Italo
- Francesco Pirozzi jako Michele
- Antonio Aiello jako Farrel
- Vincenzo Caso jako Enzo
- Salvatore Russo jako O'Lungo
- Antonio Spina jako O'Zi Bi
- Francesco Paesano jako O'Chiatto
- Leonardo Caforio jako Gigante
- Luigi Caputo jako Luigi
- Salvatore Striano jako Salvo
- Carlo Del Sorbo jako Don Carlo
- Vincenzo Bombolo jako Bombolone (Pączek)
- Claudio De Lucia jako Paolo
- Alfonso Santagata jako Dante
- Zhang Ronghua jako Xian
- Long Guoquine jako Long
- Maria De Fortis Nadi jako Serena
- Anna Sarnelli jako matka Totò

## Produkcja
Zdjęcia kręcono w następujących lokacjach na terenie Kampanii według prowincji:
- prowincja Caserta (Caserta, Cancello ed Arnone, Casal di Principe, Castel Volturno, Grazzanise, Santa Maria la Fossa);
- prowincja Neapol (Neapol, Terzigno, Acerra, Giugliano in Campania, Marigliano, Nola, Qualiano, Villaricca)[1][2].

## Nagrody
- Europejskie Nagrody Filmowe 2008:
  - Najlepszy Europejski Film
  - Najlepszy Europejski Reżyser
  - Najlepszy Europejski Aktor (Toni Servillo)
  - Najlepszy Europejski Operator (Marco Onorato)
  - Najlepszy Europejski Scenarzysta
- 61. Międzynarodowy Festiwal Filmowy w Cannes:
  - Grand Prix
  - Złota Palma (nominacja)
- Hollywoodzkie Stowarzyszenie Prasy Zagranicznej:
  - Złote Globy 2008 Najlepszy film zagraniczny (nominacja)
- Independent Spirit Awards:
  - Independent Spirit Awards 2008 Najlepszy film zagraniczny (nominacja)
- Międzynarodowa Akademia Prasy:
  - Satelita Najlepszy film zagraniczny
- Międzynarodowy Festiwal Sztuki Autorów Zdjęć Filmowych Camerimage:
  - Złota Żaba (nominacja)